# Gerson Borges
Gerson Borges Martins, ou simplesmente Gerson Borges (Rio de Janeiro, 1 de agosto de 1969) é um cantor, compositor, violonista, arranjador, professor e pastor protestante brasileiro. Em carreira solo, Gerson Borges lançou vários álbuns com influências da música popular brasileira, do jazz e pop.
Gerson é carioca de Campinho, subúrbio do Rio de Janeiro, onde cresceu cantando e tocando na igreja protestante, ambiente sempre favorável à música - talvez uma das mais significativas escolas de música do país - vide o número considerável de cantores e instrumentistas profissionais que começaram a aprender na infância na igreja. Começou no violão aos nove, a compor aos doze e a gravar aos dezenove, depois de vencer um festival no Sesc, em São João do Meriti (Música Viva).
Estudou na Escola de Música Villa-Lobos, no centro do Rio de Janeiro, e depois graduou-se em Letras, na Universidade Federal Fluminense e na Fundação Santo André. Seu interesse em literatura e sociologia o levou a cursar uma pós-graduação na Universidade de São Paulo. Nessa área de estudos, a relação entre literatura e sociedade, tendo também estudado psicologia, mas sem graduar-se.
Seu primeiro disco solo, De Manhã, foi lançado em 1991, já com decisivas influências da MPB, Clube da Esquina e Bossa Nova. No entanto, o projeto mais notório de sua discografia é A Volta do Filho Pródigo - O Musical (2005), baseado no livro homônimo de Henri Nouwen e produzido pelo, também cantor, João Alexandre. Com este disco, que conta com a participação de grandes instrumentistas como os pianistas Fernando Merlino e Kiko Continentino, Gerson foi indicado em várias categorias no Troféu Talento 2006, tendo vencido com Melhor arranjo.
Em 2009, Gerson Borges produziu e gravou  o disco Nordestinamente, com o percussionista Marcio Teixeira e o contrabaixista Marinaldo Cardoso, com influências da música regional nordestina, e em 2011 regravou várias músicas no disco Ao Vivo no Som do Céu. Seu projeto mais recente é Quero Aprender a Orar (2014), que conta com as participações de Paulo Nazareth, vocalista da banda Crombie e do cantor Paulo César Baruk. Com Baruk, também gravou a música "É de Coração" no álbum Graça. Gerson reside em São Paulo desde 1997.[carece de fontes?]
Também escritor, Gerson Borges lançou, em 2016, o livro Ser Evangélico Sem Deixar de Ser Brasileiro pela Editora Ultimato. Seu livro anterior, Quero Aprender a Orar (Editora Palavra) lida com a questão tradição contemplativa da espiritualidade cristã, da oração como ato criativo e transformador.
Seu álbum mais recente é Os Quatro Amores, lançado em 2019.

## Discografia
- 1991: De Manhã
- 1993: Estrangeiros
- 1998: Povo de Deus, Povo Missionário - Cânticos
- 2002: Tua Presença vai Me Transformar
- 2005: A Volta do Filho Pródigo - O Musical
- 2008: É de Coração - O Melhor de Gerson Borges
- 2009: Nordestinamente
- 2011: Ao Vivo no Som do Céu
- 2014: Quero Aprender a Orar
- 2018: Sambaião
- 2019: Os Quatro Amores

### Como músico convidado
- 2005: Consola Meu Povo - Canções do Profeta Isaías, de Guilherme Kerr e Jorge Rehder - Vencedores por Cristo (solo em "Deus de Justiça")
- 2011: Tudo que é Bonito de Viver - Jorge Camargo (vocal em "Confissão")
- 2014: Graça - Paulo César Baruk (vocal em "É de Coração")
- 2016: Graça ao Vivo - Paulo César Baruk (vocal em "É de Coração")